# Kookaburra (bande dessinée)
 (juin 2022).
Si vous disposez d'ouvrages ou d'articles de référence ou si vous connaissez des sites web de qualité traitant du thème abordé ici, merci de compléter l'article en donnant les références utiles à sa vérifiabilité et en les liant à la section « Notes et références ».
Pour les articles homonymes, voir Kookaburra.
Kookaburra est une série de bande dessinée de style space opera créée par Crisse.

## Synopsis
20 000 ans après l'émission d'un message depuis l’Australie sur Terre, plusieurs peuples de la galaxie veulent réaliser la prophétie à leur profit. Elle annonce que cinq enfants auront des pouvoirs incroyables que le cri du kookaburra éveillera.
Le sniper terrien Dragan Preko est envoyé avec Skullface, soldat défiguré lors d'une opération, sur la planète Dakoï pour libérer le dernier chevalier-sorcier capable d'aider à comprendre la prophétie. Mais les Amazones de la matriarchie de Lilith, la reine de Callystès alliée de la Terre, les sorcières Wombats et les clones du Prince Noir sont eux aussi en quête des cinq enfants.
Ces enfants, au début de l'histoire, n'ont pas conscience de leurs pouvoirs potentiels. Il leur semble juste entendre des voix venues de l'espace.

## Autour de la série
Le tome 5, Retour à Terradoes, clôt ce cycle et un suivant est annoncé.
Une deuxième série d'albums publiée en parallèle, Kookaburra Universe, raconte le destin individuel des héros de Kookaburra avant leur épopée. Pour cette série et à partir du tome 2, Crisse a laissé ses personnages aux mains d'autres scénaristes et dessinateurs.

## Albums
- Kookaburra, Soleil Productions :

1. Crisse, Planète Dakoï, 1997)  (ISBN 2-87764-563-0).
2. Crisse, Secteur WBH3, 1997  (ISBN 2-87764-660-2).
3. Crisse, Projet Équinoxe, 1998  (ISBN 2-87764-806-0).
4. Crisse (scénario) et Mitric (dessin), Système Ragnarok, 2004  (ISBN 2-84565-044-2).
5. Crisse (scénario) et Mitric (scénario et dessin), Retour à Terradoes, 2006  (ISBN 978-2-84946-559-2).
6. Mitric, L'Héritier des âmes, 2008  (ISBN 978-2-302-00100-8).
7. Mitric, La Perle d'or, 2010  (ISBN 978-2-302-00936-3).
8. Mitric (scénario) et Stéphane Louis (dessin),  Dernier sang... premier souffle, 2017  (ISBN 978-2-302-06380-8).